# Stolen Dance
Stolen Dance (englisch für „Gestohlener Tanz“) ist ein Lied der deutschen Folktronica-Band Milky Chance. Das Stück ist ihre Debütsingle und die erste Singleauskopplung aus ihrem Debütalbum Sadnecessary.

## Entstehung und Artwork
Geschrieben und produziert wurde das Lied gemeinsam von den beiden Milky-Chance-Mitgliedern Philipp Dausch und Clemens Rehbein. Das Lied wurde unter den Musiklabels Ignition, Lichtdicht, Neon, Opaque und Republic veröffentlicht. Zu Stolen Dance existieren zwei verschiedene schwarz-weiße Coverbilder. Auf dem ersten sind – neben Künstlernamen und Liedtitel – Dausch und Rehbein auf einem Sofa sitzend zu sehen. Auf dem zweiten sind beide in einer kleinen Seitengasse stehend zu sehen. Das Coverbild auf dem Sofa wurde von David Ulrich geschossen.

## Veröffentlichung und Promotion
Die Erstveröffentlichung von Stolen Dance erfolgte am 5. April 2013 als Download-Single in Deutschland. Am 31. Mai 2013 erschien das Lied als Teil von ihres Debütalbums Sadnecessary. Anschließend folgte eine Veröffentlichung eines physischen Tonträgers zu Promotionszwecken am 11. November 2013 in Deutschland. Die offizielle Veröffentlichung der physischen Single erfolgte am 13. Dezember 2013 in Deutschland, Österreich und der Schweiz. Es handelte sich um eine Veröffentlichung als 2-Track-Single und 12″-Vinylplatte, die eine Album- und Radioversion des Liedes beinhaltet. Am 10. Februar 2014 wurde in den D-A-CH-Staaten eine Maxi-Single veröffentlicht. Diese beinhaltet, neben der Album- und Radioversion, zwei weitere Remixe von Stolen Dance. Um in den Vereinigten Staaten die Wartezeit auf die physische Version von Sadnecessary zu verkürzen, wurde am 9. Mai 2014 die EP Stolen Dance veröffentlicht.
Im Mai 2013 wurde Milky Chance von einer unabhängigen Jury aus Musikjournalisten zum „recordJet Passenger of the Month“ gewählt und erhielt im Zuge dieser Auszeichnung eine kostenlose Grundpromotion. Neben unzähligen Auftritten auf Musikfestivals und im Hörfunk folgten zur weiteren Promotion Liveauftritte in den Fernsehsendungen Living Room von Joiz Germany und in der Startrampe des Bayerischen Rundfunks. Am 23. Oktober 2014 absolvierte Milky Chance mit Stolen Dance als erster deutscher Act einen Liveauftritt in der US-amerikanischen Late-Night-Show Jimmy Kimmel Live!.
Remixversionen
- Stolen Dance (2014 Club Edit FlicFlac Mix)
- Stolen Dance (Radio Edit FlicFlac Mix)

## Inhalt
Der Liedtext zu Stolen Dance ist in englischer Sprache verfasst, auf Deutsch übersetzt heißt der Titel „Gestohlener Tanz“. Die Musik und der Text wurden gemeinsam von den beiden Milky-Chance-Mitgliedern Philipp Dausch und Clemens Rehbein geschrieben und komponiert. Musikalisch bewegt sich das Lied im Bereich der Folk- und Popmusik.
| “And I Want You, We Can Bring It on the Floor, You’ve Never Danced Like This Before, but We Don’t Talk About It. Dancing on Doing the Boogie All Night Long, Stoned in Paradise, Shouldn’t Talk About It.” – Refrain, Originalauszug | „Und ich will dich, wir können es auf die Tanzfläche bringen, du hast noch niemals zuvor so getanzt, aber wir reden nicht darüber. Tanzen darauf den Boogie die ganze Nacht lang, berauscht im Paradies, sollten nicht darüber reden.“ – Refrain, Übersetzung |

## Musikvideo
Zu Stolen Dance existieren zwei offizielle Musikvideos. Das erste feierte am 4. April 2013, auf Milky Chances YouTube-Account, seine Premiere. Zu sehen ist Rehbein, der vor einer weißen Wand auf einem Stuhl sitzt und eine Akustikgitarre spielt. Während des gesamten Videos werden auf Rehbein und die Wand verschiedene Videoausschnitte von Menschen und Naturbildern projiziert. Die Gesamtlänge des Videos ist 5:13 Minuten. Regie führten Jana Buchmann und Stefan Cantante. Im Juni 2018 zählte das Video knapp 400 Millionen Aufrufe bei YouTube und ist damit das meistgesehene Musikvideo von Milky Chance auf YouTube. In einem zweiten Musikvideo reist Milky Chance mit einem alten VW-Bus durch die Niederlande.

## Mitwirkende
| Liedproduktion - Philipp Dausch: DJ, Komponist, Liedtexter, Musikproduzent - Clemens Rehbein: Gesang, Gitarre, Komponist, Liedtexter, Musikproduzent Artwork - Jana Buchmann: Regisseur (Musikvideo) - Stefan Cantante: Regisseur (Musikvideo) - David Ulrich: Fotograf (Cover) | Unternehmen - Ignition: Musiklabel - Lichtdicht: Musiklabel - Neon: Musiklabel - Opaque: Musiklabel - Republic: Musiklabel |

## Preise
Am 5. Dezember 2013 wurde Stolen Dance mit einer 1 Live Krone in der Kategorie „Beste Single“ ausgezeichnet.

## Kommerzieller Erfolg

### Chartplatzierungen
Stolen Dance erreichte in Deutschland Position zwei der Singlecharts, musste sich nur Jubel von Klingande geschlagen geben und konnte sich insgesamt 13 Wochen in den Top 10 und 60 Wochen in den Charts halten. In Österreich erreichte die Single die Spitzenposition und konnte sich insgesamt eine Woche auf Position eins, zehn Wochen in den Top 10 und 28 Wochen in den Charts halten. In der Schweizer Hitparade erreichte die Single ebenfalls Position eins und konnte sich vier Wochen an der Chartspitze, 14 Wochen in den Top 10 sowie 68 Wochen in den Charts halten. Im Vereinigten Königreich erreichte die Single bei 21 Chartwochen Position 24 und in den Vereinigten Staaten in 25 Chartwochen Position 39 der Charts. Stolen Dance platzierte sich den deutschen Jahrescharts von 2013 auf Position 27, in Österreich auf Platz 52 und in der Schweiz auf Platz 75. In den Jahressinglecharts von 2014 platzierte sich die Single in Deutschland auf Position 47, in Österreich auf Position 41 und in der Schweiz auf Position acht.
Des Weiteren erreichte die Single Position eins in folgenden Ländern: Belgien (Wallonien), Frankreich, Irland, Polen und Tschechien.
Für Milky Chance ist dies weltweit der erste Charterfolg. In Deutschland, Österreich, der Schweiz, dem Vereinigten Königreich und den Vereinigten Staaten konnte sich bis heute keine Single von Milky Chance höher und länger in den Charts platzieren.
| ChartsChartplatzierungen       | Höchstplatzierung | Wochen |
| ------------------------------ | ----------------- | ------ |
| Deutschland (GfK)              | 2 (60 Wo.)        | 60     |
| Österreich (Ö3)                | 1 (30 Wo.)        | 30     |
| Schweiz (IFPI)                 | 1 (73 Wo.)        | 73     |
| Vereinigte Staaten (Billboard) | 39 (25 Wo.)       | 25     |
| Vereinigtes Königreich (OCC)   | 24 (21 Wo.)       | 21     |

| ChartsJahrescharts (2013) | Platzierung |
| ------------------------- | ----------- |
| Deutschland (GfK)         | 27          |
| Österreich (Ö3)           | 52          |
| Schweiz (IFPI)            | 75          |

| ChartsJahrescharts (2014) | Platzierung |
| ------------------------- | ----------- |
| Deutschland (GfK)         | 47          |
| Österreich (Ö3)           | 41          |
| Schweiz (IFPI)            | 8           |

### Auszeichnungen für Musikverkäufe
| Land/Region                  | Auszeichnungen für Musikverkäufe (Land/Region, Auszeichnung, Verkäufe) | Verkäufe  |
| ---------------------------- | ---------------------------------------------------------------------- | --------- |
| Australien (ARIA)            | 4× Platin                                                              | 280.000   |
| Belgien (BRMA)               | Gold                                                                   | 15.000    |
| Dänemark (IFPI)              | 2× Platin                                                              | 180.000   |
| Deutschland (BVMI)           | Platin                                                                 | 300.000   |
| Frankreich (SNEP)            | Platin                                                                 | 200.000   |
| Italien (FIMI)               | 3× Platin                                                              | 90.000    |
| Kanada (MC)                  | Diamant                                                                | 800.000   |
| Neuseeland (RMNZ)            | 6× Platin                                                              | 180.000   |
| Niederlande (NVPI)           | Platin                                                                 | 30.000    |
| Österreich (IFPI)            | 2× Platin                                                              | 60.000    |
| Schweden (IFPI)              | Platin                                                                 | 40.000    |
| Spanien (Promusicae)         | 3× Platin                                                              | 180.000   |
| Vereinigte Staaten (RIAA)    | 5× Platin                                                              | 5.000.000 |
| Vereinigtes Königreich (BPI) | 2× Platin                                                              | 1.200.000 |
| Insgesamt                    | 1× Gold · 31× Platin · 1× Diamant ·                                    | 8.555.000 |

## Coverversionen
- 2014: Dean Ray, er sang das Lied während eines Liveauftrittes in der sechsten Staffel der australischen Castingshow The X Factor.